# Nikoloz Basilashvili
Nikoloz Basilashvili (georgisk: ნიკოლოზ ბასილაშვილი, født 23. februar 1992 i Tbilisi, Georgien) er en professionel mandlig tennisspiller fra Georgien.